# Jens Seipenbusch
Jens Seipenbusch (Wuppertal, 6 de agosto de 1968) é um físico e um antigo líder do Piratenpartei Deutschland (PIRATEN).
Seipenbusch, membro de fundação do seu partido, estudou a física na Universidade de Münster. Ele esteve o líder já partidário desde maio de 2007 até maio de 2008, e posteriormente o deputado de líder durante um ano, antes que ele se tornasse o líder reeleito do partido em julho de 2009. Em maio de 2010 ele foi reeleito mais uma vez.